# Santa Ana (Jujuy)
Santa Ana è un comune (comisión municipal in spagnolo) dell'Argentina, appartenente alla provincia di Jujuy, nel dipartimento di Valle Grande.
In base al censimento del 2001, nel territorio comunale dimorano 684 abitanti, di cui 341 nella cittadina capoluogo del comune.